# Nesticus akiyoshiensis
Nesticus akiyoshiensis là một loài nhện trong họ Nesticidae.
Loài này thuộc chi Nesticus. Nesticus akiyoshiensis được miêu tả năm 1941 bởi Uyemura.